# Xã Bethesda, Quận Ouachita, Arkansas
Xã Bethesda (tiếng Anh: Bethesda Township) là một xã thuộc quận Ouachita, tiểu bang Arkansas, Hoa Kỳ. Năm 2010, dân số của xã này là 177 người.